# Liste des présidents de la Chambre des députés (Italie)
La liste des présidents de la Chambre des députés italienne énumère le nom et mandat des présidents de la Chambre des députés.

## Présidents de la Chambre des députés du royaume d'Italie (1861-1939)
| Nº   | Président        | Président         | Président                              | Positionnement politique     | Mandat            | Mandat            | Législature      |
| Nº   | Président        | Président         | Président                              | Positionnement politique     | Début             | Fin               | Législature      |
| ---- | ---------------- | ----------------- | -------------------------------------- | ---------------------------- | ----------------- | ----------------- | ---------------- |
| 1    |                  |                   | Urbano Rattazzi (1808-1873)            | Sinistra storica             | 7 mars 1861       | 3 mars 1862       | VIIIe            |
| 2    |                  |                   | Sebastiano Tecchio (1807-1886)         | –                            | 22 mars 1862      | 21 mai 1863       | VIIIe            |
| 3    |                  |                   | Giovanni Battista Cassinis (1806-1866) | –                            | 21 mai 1863       | 7 septembre 1865  | VIIIe            |
| 4    |                  |                   | Adriano Mari (1813-1887)               | Destra storica               | 18 novembre 1865  | 13 février 1867   | IXe              |
| 4    | 22 mars 1867     | 27 octobre 1867   | Adriano Mari (1813-1887)               | Destra storica               | Xe                |                   |                  |
| 5    |                  |                   | Giovanni Lanza (1810-1882)             | Destra storica               | Xe                | 16 décembre 1867  | 8 août 1868      |
| (4)  |                  |                   | Adriano Mari (1813-1887)               | Destra storica               | Xe                | 25 novembre 1868  | 14 août 1869     |
| (5)  |                  |                   | Giovanni Lanza (1810-1882)             | Destra storica               | Xe                | 18 novembre 1869  | 15 décembre 1869 |
| 6    |                  |                   | Giuseppe Biancheri (1821-1908)         | Destra storica               | Xe                | 12 mars 1870      | 2 novembre 1870  |
| 6    | 5 décembre 1870  | 20 septembre 1874 | Giuseppe Biancheri (1821-1908)         | Destra storica               | XIe               |                   |                  |
| 6    | 23 novembre 1874 | 3 octobre 1876    | Giuseppe Biancheri (1821-1908)         | Destra storica               | XIIe              |                   |                  |
| 7    |                  |                   | Francesco Crispi (1818-1901)           | Sinistra storica             | 26 novembre 1876  | 26 décembre 1877  | XIIIe            |
| 8    |                  |                   | Benedetto Cairoli (1825-1889)          | Sinistra storica             | 7 mars 1878       | 24 mars 1878      | XIIIe            |
| 9    |                  |                   | Domenico Farini (1834-1900)            | Destra storica               | 27 mars 1878      | 19 mars 1880      | XIIIe            |
| 10   |                  |                   | Michele Coppino (1822-1901)            | Sinistra storica             | 13 avril 1880     | 2 mai 1880        | XIIIe            |
| (9)  |                  |                   | Domenico Farini (1834-1900)            | Destra storica               | 26 mai 1880       | 25 septembre 1882 | XIVe             |
| (9)  | 22 novembre 1882 | 12 mars 1884      | Domenico Farini (1834-1900)            | Destra storica               | XVe               |                   |                  |
| (10) |                  |                   | Michele Coppino (1822-1901)            | Sinistra storica             | XVe               | 19 mars 1884      | 3 avril 1884     |
| (6)  |                  |                   | Giuseppe Biancheri (1821-1908)         | Destra storica               | XVe               | 7 avril 1884      | 27 avril 1886    |
| (6)  | 10 juin 1886     | 3 août 1890       | Giuseppe Biancheri (1821-1908)         | Destra storica               | XVIe              |                   |                  |
| (6)  | 10 décembre 1890 | 27 septembre 1892 | Giuseppe Biancheri (1821-1908)         | Destra storica               | XVIIe             |                   |                  |
| 11   |                  |                   | Giuseppe Zanardelli (1826-1903)        | Sinistra storica             | 23 novembre 1892  | 20 février 1894   | XVIIIe           |
| (6)  |                  |                   | Giuseppe Biancheri (1821-1908)         | Destra storica               | 22 février 1894   | 13 janvier 1895   | XVIIIe           |
| 12   |                  |                   | Tommaso Villa (1832-1915)              | Destra storica               | 10 juin 1895      | 2 mars 1897       | XIXe             |
| (11) |                  |                   | Giuseppe Zanardelli (1826-1903)        | Sinistra storica             | 5 avril 1897      | 14 décembre 1897  | XXe              |
| (6)  |                  |                   | Giuseppe Biancheri (1821-1908)         | Destra storica               | 26 janvier 1898   | 15 juillet 1898   | XXe              |
| (11) |                  |                   | Giuseppe Zanardelli (1826-1903)        | Sinistra storica             | 16 novembre 1898  | 25 mai 1899       | XXe              |
| 13   |                  |                   | Luigi Chinaglia (1841-1906)            | –                            | 30 mai 1899       | 25 juin 1899      | XXe              |
| 14   |                  |                   | Giuseppe Colombo (1836-1921)           | Sans étiquette               | 14 novembre 1899  | 17 mai 1900       | XXe              |
| 15   |                  |                   | Nicolò Gallo (1849-1907)               | Sinistra storica             | 16 juin 1900      | 24 juin 1900      | XXIe             |
| (12) |                  |                   | Tommaso Villa (1832-1915)              | Destra storica               | 28 juin 1900      | 22 février 1902   | XXIe             |
| (6)  |                  |                   | Giuseppe Biancheri (1821-1908)         | Destra storica               | 10 mars 1902      | 18 octobre 1904   | XXIe             |
| 16   |                  |                   | Giuseppe Marcora (1841-1927)           | Partito Radicale Italiano    | 30 novembre 1904  | 10 mars 1906      | XXIIe            |
| (6)  |                  |                   | Giuseppe Biancheri (1821-1908)         | Destra storica               | 10 mars 1906      | 30 janvier 1907   | XXIIe            |
| (16) |                  |                   | Giuseppe Marcora (1841-1927)           | Partito Radicale Italiano    | 2 février 1907    | 8 février 1909    | XXIIe            |
| (16) | 24 mars 1909     | 29 septembre 1913 | Giuseppe Marcora (1841-1927)           | Partito Radicale Italiano    | XXIIIe            |                   |                  |
| (16) | 24 novembre 1913 | 29 septembre 1919 | Giuseppe Marcora (1841-1927)           | Partito Radicale Italiano    | XXIVe             |                   |                  |
| 17   |                  |                   | Vittorio Emanuele Orlando (1860-1952)  | Partito Liberale Democratico | 1er décembre 1919 | 25 juin 1920      | XXVe             |
| 18   |                  |                   | Enrico De Nicola (1877-1959)           | Partito Liberale Italiano    | 26 juin 1920      | 7 avril 1921      | XXVe             |
| 18   | 11 juin 1921     | 25 janvier 1924   | Enrico De Nicola (1877-1959)           | Partito Liberale Italiano    | XXVIe             |                   |                  |
| 19   |                  |                   | Alfredo Rocco (1875-1935)              | Partito Nazionale Fascista   | 24 mai 1924       | 5 janvier 1925    | XXVIIe           |
| 20   |                  |                   | Antonio Casertano (1863-1939)          | Partito Nazionale Fascista   | 13 janvier 1925   | 25 janvier 1929   | XXVIIe           |
| 21   |                  |                   | Giovanni Giuriati (1876-1970)          | Partito Nazionale Fascista   | 20 avril 1929     | 19 janvier 1934   | XXVIIIe          |
| 22   |                  |                   | Costanzo Ciano (1876-1939)             | Partito Nazionale Fascista   | 28 avril 1934     | 2 mars 1939       | XXIXe            |

## Présidents de la Chambre des Faisceaux et des Corporations (1939-1943)
| Nº | Président | Président | Président                  | Parti                      | Mandat           | Mandat       | Législature |
| Nº | Président | Président | Président                  | Parti                      | Début            | Fin          | Législature |
| -- | --------- | --------- | -------------------------- | -------------------------- | ---------------- | ------------ | ----------- |
| 1  |           |           | Costanzo Ciano (1876-1939) | Partito Nazionale Fascista | 23 mars 1939     | 26 juin 1939 | XXXe        |
| 2  |           |           | Dino Grandi (1895-1988)    | Partito Nazionale Fascista | 30 novembre 1939 | 2 août 1943  | XXXe        |

Par le décret-loi du 25 juin 1944, n° 151, le Premier ministre Ivanoe Bonomi nomme Vittorio Emanuele Orlando, président de la Chambre des députés, uniquement à des fins administratives et non institutionnelles, jusqu'au 25 septembre 1945.

## Présidents du Conseil national (1945-1946)
| Nº | Président | Président | Président                | Parti                         | Mandat            | Mandat        | Législature. |
| Nº | Président | Président | Président                | Parti                         | Début             | Fin           | Législature. |
| -- | --------- | --------- | ------------------------ | ----------------------------- | ----------------- | ------------- | ------------ |
| 1  |           |           | Carlo Sforza (1872-1952) | Partito Repubblicano Italiano | 25 septembre 1945 | 1er juin 1946 | CN           |

## Présidents de l'Assemblée constituante (1946-1948)
| Nº | Président | Président | Président                     | Parti                       | Mandat         | Mandat          | Législature |
| Nº | Président | Président | Président                     | Parti                       | Début          | Fin             | Législature |
| -- | --------- | --------- | ----------------------------- | --------------------------- | -------------- | --------------- | ----------- |
| 1  |           |           | Giuseppe Saragat (1898-1988)  | Partito Socialista Italiano | 25 juin 1946   | 6 février 1947  | AC          |
| 2  |           |           | Umberto Terracini (1895-1983) | Partito Comunista Italiano  | 8 février 1947 | 31 janvier 1948 | AC          |

## Présidents de la Chambre des Députés de la République italienne (depuis 1948)
| Nº | Président       | Président        | Président                              | Parti                                                                    | Mandat          | Mandat          | Législature   |
| Nº | Président       | Président        | Président                              | Parti                                                                    | Inizio          | Fine            | Législature   |
| -- | --------------- | ---------------- | -------------------------------------- | ------------------------------------------------------------------------ | --------------- | --------------- | ------------- |
| 1  |                 |                  | Giovanni Gronchi (1887-1978)           | Democrazia Cristiana                                                     | 8 mai 1948      | 24 juin 1953    | Ire (1948)    |
| 1  | 24 juin 1953    | 29 avril 1955    | Giovanni Gronchi (1887-1978)           | Democrazia Cristiana                                                     | IIe (1953)      |                 |               |
| 2  |                 |                  | Giovanni Leone (1908-2001)             | Democrazia Cristiana                                                     | IIe (1953)      | 10 mai 1955     | 11 juin 1958  |
| 2  | 12 juin 1958    | 15 mai 1963      | Giovanni Leone (1908-2001)             | Democrazia Cristiana                                                     | IIIe (1958)     |                 |               |
| 2  | 16 mai 1963     | 21 juin 1963     | Giovanni Leone (1908-2001)             | Democrazia Cristiana                                                     | IVe (1963)      |                 |               |
| 3  |                 |                  | Brunetto Bucciarelli-Ducci (1914-1994) | Democrazia Cristiana                                                     | IVe (1963)      | 26 juin 1963    | 14 mai 1968   |
| 4  |                 |                  | Sandro Pertini (1896-1990)             | Partito Socialista Italiano                                              | 5 juin 1968     | 24 mai 1972     | Ve (1968)     |
| 4  | 25 mai 1972     | 4 juillet 1976   | Sandro Pertini (1896-1990)             | Partito Socialista Italiano                                              | VIe (1972)      |                 |               |
| 5  |                 |                  | Pietro Ingrao (1915-2015)              | Partito Comunista Italiano                                               | 5 juillet 1976  | 19 juin 1979    | VIIe (1976)   |
| 6  |                 |                  | Nilde Iotti (1920-1999)                | Partito Comunista Italiano Partito Democratico della Sinistra            | 20 juin 1979    | 11 juillet 1983 | VIIIe (1979)  |
| 6  | 12 juillet 1983 | 1er juillet 1987 | Nilde Iotti (1920-1999)                | Partito Comunista Italiano Partito Democratico della Sinistra            | IXe (1983)      |                 |               |
| 6  | 2 juillet 1987  | 22 avril 1992    | Nilde Iotti (1920-1999)                | Partito Comunista Italiano Partito Democratico della Sinistra            | Xe (1987)       |                 |               |
| 7  |                 |                  | Oscar Luigi Scalfaro (1918-2012)       | Democrazia Cristiana                                                     | 24 avril 1992   | 25 mai 1992     | XIe (1992)    |
| 8  |                 |                  | Giorgio Napolitano (1925)              | Partito Democratico della Sinistra                                       | 3 juin 1992     | 14 avril 1994   | XIe (1992)    |
| 9  |                 |                  | Irene Pivetti (1963)                   | Lega Nord                                                                | 16 avril 1994   | 8 mai 1996      | XIIe (1994)   |
| 10 |                 |                  | Luciano Violante (1941)                | Partito Democratico della Sinistra Democratici di Sinistra               | 10 mai 1996     | 29 mai 2001     | XIIIe (1996)  |
| 11 |                 |                  | Pier Ferdinando Casini (1955)          | Centro Cristiano Democratico Unione di Centro                            | 31 mai 2001     | 27 avril 2006   | XIVe (2001)   |
| 12 |                 |                  | Fausto Bertinotti (1940)               | Rifondazione Comunista                                                   | 29 avril 2006   | 28 avril 2008   | XVe (2006)    |
| 13 |                 |                  | Gianfranco Fini (1952)                 | Alleanza Nazionale Il Popolo della Libertà Futuro e Libertà per l'Italia | 30 avril 2008   | 14 mars 2013    | XVIe (2008)   |
| 14 |                 |                  | Laura Boldrini (1961)                  | Sinistra Ecologia Libertà                                                | 16 mars 2013    | 22 mars 2018    | XVIIe (2013)  |
| 15 |                 |                  | Roberto Fico (1974)                    | Movimento 5 Stelle                                                       | 24 mars 2018    | 12 octobre 2022 | XVIIIe (2018) |
| 16 |                 |                  | Lorenzo Fontana (1980)                 | Lega Nord                                                                | 14 octobre 2022 | en fonction     | XIXe (2022)   |

## Source
- (it) Cet article est partiellement ou en totalité issu de l’article de Wikipédia en italien intitulé « Presidenti della Camera dei deputati (Italia) » (voir la liste des auteurs).